# Lakat (Nevesinje, BiH)
Lakat je naseljeno mjesto u općini Nevesinje, Republika Srpska, BiH.

## Povijest
U Laktu je postojala katolička zajednica. Drugi svjetski rat bio je vrlo tegobno razdoblje za Hrvate nevesinjskog kraja. Mnogi su otišli, već 1941. planištarima je opao broj, a kobne 1942. slijedi krvavo opadanje i propadanje. Već od siječnja četnički pohodi okrvavili su Neretvu, u koje su četnici u prvom pohodu bacali ljude, žene i djecu, ubijene i žive koje su onda s obale puškom gađali. Preživjele su spasili muslimani kroz čija ih je sela Neretva nosila. Zbog višekratnog četničkoga koljačkog pohoda nevesinjska župa izgubila je oko 300 članova. Poslije drugog svjetskog rata nestali su katolici iz Lakta.

## Stanovništvo

### Popisi 1961. – 1991.
| Lakat         |             |              |              |              |
| godina popisa | 1991.       | 1981.        | 1971.        | 1961.        |
| Srbi          | 96 (62,34%) | 115 (52,75%) | 143 (49,14%) | 198 (67,12%) |
| Muslimani     | 56 (36,36%) | 103 (47,25%) | 144 (49,48%) | 150 (50,85%) |
| Hrvati        | 0           | 0            | 4 (1,37%)    | 3 (1,02%)    |
| ostali        | 2 (1,29%)   | 0            | 0            | 0            |
| ukupno        | 154         | 218          | 291          | 351          |

### Popis 2013.
| Lakat              |             |
| godina popisa      | 2013.       |
| Srbi               | 81 (98,78%) |
| Bošnjaci           | 1 (1,22%)   |
| Hrvati             | 0           |
| ostali i nepoznato | 0           |
| ukupno             | 82          |

## Religija
U Laktu se nalazi katoličko groblje.

## Vanjske poveznice
- Župa Uznesenja BDM, Nevesinje Svi Sveti 2009. - Lakat: Katoličko groblje u selu Lakat u Nevesinjskom polju